# Jamie Vardy
Jamie Vardy vagy Jamie Richard Vardy (született Jamie Richard Gill) (Sheffield, 1987. január 11. –) angol válogatott labdarúgó.

## Pályafutása

### Stocksbridge Park Steelers
Itt kezdte a pályafutását 16 évesen Gary Marrow kezei alatt 2007-ben. Teljesítményére több Football League-csapat is felfigyelt, többek közt a Crewe Alexandra és a Rotherham United.

### FC Halifax Town
2010 júniusában jelentették be a szerződtetését, augusztus 21-én a Buxton ellen debütált, méghozzá győztes góllal. A szezon végén csapatával bajnoki címet ünnepelhetett a Northern Premier League-ben (angol hetedosztály).

### Fletwood Town

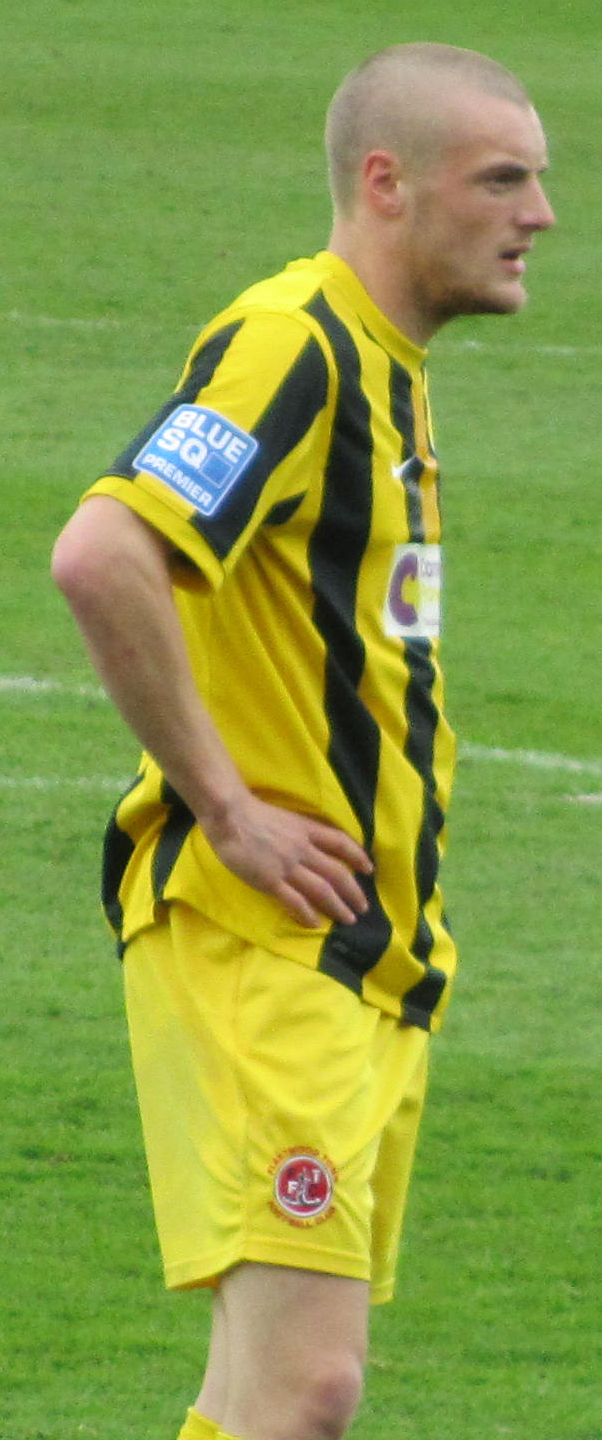
Vardy a Fleetwood Town színeiben meccs közben 2012-ben

Miután a következő szezon első 4 meccsén 3 gólt lőtt, aláírt az ötödosztályú Fletwood Townhoz. A szezon végén a csapata bajnok lett, és feljutott a negyedosztályba, Vardy pedig 31 góllal gólkirály lett, és leigazolta a Leicester City.

### Leicester City
2012. május 17-én jelentették be a szerződtetését, ami 3 évre szólt.
Augusztus 14-én debütált a Torquay United elleni Ligakupa meccsen, négy nap múlva pedig az angol harmadosztályban (League One) Peterborough United elleni 2–0-s győztes meccsen. Bár több gólt is szerzett, első idényében több kritika is érte, a következő szezonban azonban megfordult a szerencséje.
Ekkor már a másodosztályban szerepelt a Leicester, a bajnokságot végül fölényesen nyerték meg, és jutottak fel a Premier League-be, Vardy 16 góllal fejezte be a szezont és a szurkolók megválasztották az év játékosának.

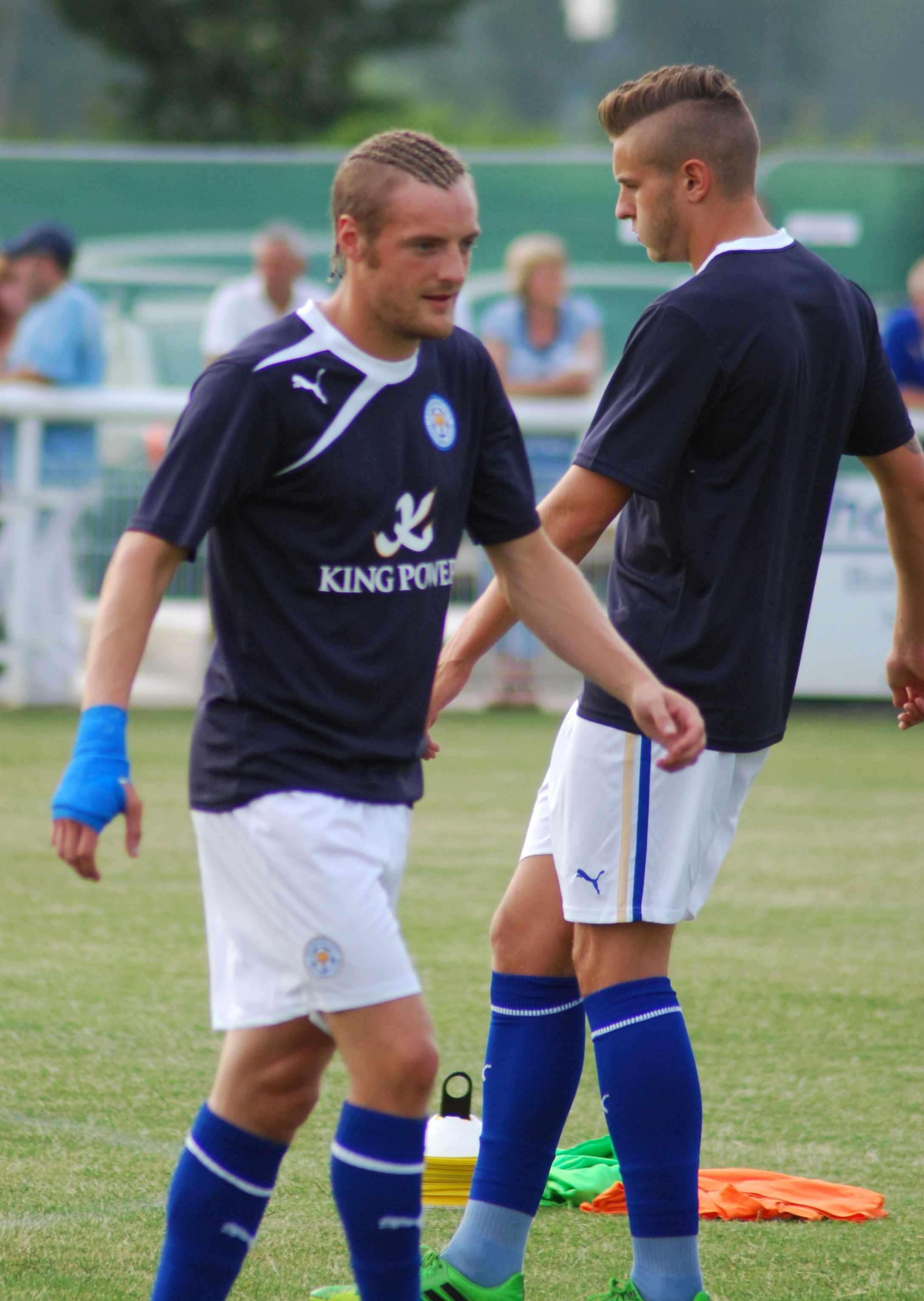
Vardy melegítés közben Leicester City színeiben 2013-ban

2014. augusztus 14-én meghosszabbította a szerződését 2018 nyaráig. Az első két fordulóban sérülés miatt hiányzott, így augusztus 31-én debütált a legmagasabb osztályban az Arsenal ellen. Végül sikerült a bennmaradás, Vardy pedig több jó meccset is produkált, és 7 góllal zárta az idényt.
A 2015–16-os szezont bámulatos formában kezdte, majd 11 egymás utáni bajnokiján is betalált megdöntve ezzel Ruud van Nistelrooy vonatkozó csúcsát. Decemberig 15 gólt lőtt, amivel vezette a góllövőlistát, Romelu Lukakuval holtversenyben, a Leicester City pedig a tabella élén állt. 2016. május 2-án, miután a Tottenham Hotspur FC 2–2-es döntetlent játszott a Chelsea-vel, a Leicester City története során először megnyerte a Premier League-et.

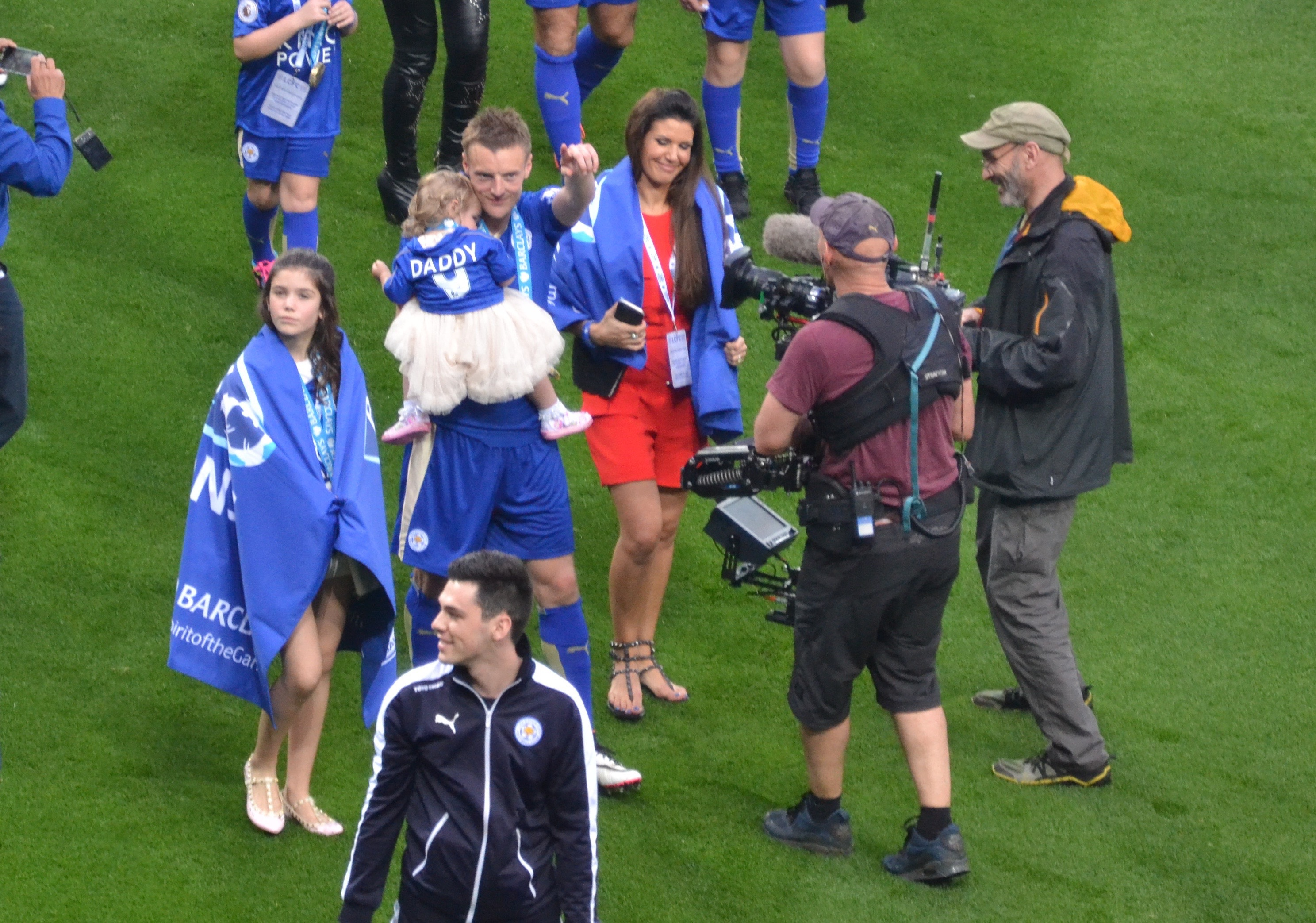
Vardy
családja körében ünnepli az első Premier League győzelmét a Leicester City színeiben 2016-ban

### A válogatottban
2015. június 7-én debütált az írek elleni meccsen, Wayne Rooney helyett állt be az utolsó 15 percre. Első gólját a németek ellen szerezte 2016. március 26-án. Részt vett a 2016-os Európa-bajnokságon.

## Statisztikái

### Klubokban
2023. május 28-án frissítve.
| Klub             | Szezon           | Liga                 | Liga  | Liga | Kupa  | Kupa | Ligakupa | Ligakupa | Európa | Európa | Egyéb | Egyéb | Összesen | Összesen |
| Klub             | Szezon           | Bajnokság            | Mérk. | Gól  | Mérk. | Gól  | Mérk.    | Gól      | Mérk.  | Gól    | Mérk. | Gól   | Mérk.    | Gól      |
| ---------------- | ---------------- | -------------------- | ----- | ---- | ----- | ---- | -------- | -------- | ------ | ------ | ----- | ----- | -------- | -------- |
| Halifax Town     | 2010–11          | NPL Premier Division | 33    | 23   | 3     | 1    | —        | —        | —      | —      | 1     | 1     | 37       | 25       |
| Halifax Town     | 2011–12          | Conference North     | 4     | 3    | —     | —    | —        | —        | —      | —      | —     | —     | 4        | 3        |
| Halifax Town     | Összesen         | Összesen             | 37    | 26   | 3     | 1    | —        | —        | —      | —      | 1     | 1     | 41       | 28       |
| Fleetwood Town   | 2011–12          | Conference Premier   | 36    | 31   | 6     | 3    | —        | —        | —      | —      | 0     | 0     | 42       | 34       |
| Leicester City   | 2012–13          | Championship         | 26    | 4    | 2     | 0    | 1        | 1        | —      | —      | 0     | 0     | 29       | 5        |
| Leicester City   | 2013–14          | Championship         | 37    | 16   | 1     | 0    | 3        | 0        | —      | —      | —     | —     | 41       | 16       |
| Leicester City   | 2014–15          | Premier League       | 34    | 5    | 2     | 0    | 0        | 0        | —      | —      | —     | —     | 36       | 5        |
| Leicester City   | 2015–16          | Premier League       | 36    | 24   | 1     | 0    | 1        | 0        | —      | —      | —     | —     | 38       | 24       |
| Leicester City   | 2016–17          | Premier League       | 35    | 13   | 2     | 0    | 1        | 0        | 9      | 2      | 1     | 1     | 48       | 16       |
| Leicester City   | 2017–18          | Premier League       | 37    | 20   | 3     | 2    | 2        | 1        | —      | —      | —     | —     | 42       | 23       |
| Leicester City   | 2018–19          | Premier League       | 34    | 18   | 0     | 0    | 2        | 0        | —      | —      | —     | —     | 36       | 18       |
| Leicester City   | 2019–20          | Premier League       | 35    | 23   | 1     | 0    | 4        | 0        | —      | —      | —     | —     | 40       | 23       |
| Leicester City   | 2020–21          | Premier League       | 34    | 15   | 4     | 0    | 0        | 0        | 4      | 2      | —     | —     | 41       | 17       |
| Leicester City   | 2021–22          | Premier League       | 34    | 15   | 4     | 0    | 0        | 0        | 4      | 2      | —     | —     | 42       | 17       |
| Leicester City   | 2022–23          | Premier League       | 37    | 3    | 2     | 0    | 3        | 3        | —      | —      | —     | —     | 42       | 6        |
| Leicester City   | 2023–24          | Championship         | 0     | 0    | 0     | 0    | 0        | 0        | —      | —      | —     | —     | 0        | 0        |
| Összesen         | Összesen         | Összesen             | 370   | 156  | 18    | 2    | 18       | 7        | 19     | 4      | 2     | 1     | 427      | 170      |
| Karrier összesen | Karrier összesen | Karrier összesen     | 443   | 213  | 27    | 6    | 18       | 7        | 19     | 4      | 3     | 2     | 510      | 232      |

### A válogatottban
2018. július 11-én frissítve.
| Válogatott | Év       | Mérk. | Gól |
| ---------- | -------- | ----- | --- |
| Anglia     | 2015     | 4     | 0   |
| Anglia     | 2016     | 10    | 5   |
| Anglia     | 2017     | 5     | 1   |
| Anglia     | 2018     | 7     | 1   |
| Összesen   | Összesen | 26    | 7   |

### Góljai a válogatottban
2018. július 11-én frissítve.
| # | Dátum              | Helyszín                                    | Pályára lépés | Ellenfél      | Gólja | Végeredmény | Kiírás               |
| - | ------------------ | ------------------------------------------- | ------------- | ------------- | ----- | ----------- | -------------------- |
| 1 | 2016. március 26.  | Olimpiai Stadion, Berlin, Németország       | 5             | Németország   | 2–2   | 3–2         | Barátságos mérkőzés  |
| 2 | 2016. március 26.  | Wembley Stadion, London, Anglia             | 6             | Hollandia     | 1–0   | 1–2         | Barátságos mérkőzés  |
| 3 | 2016. május 22.    | Etihad Stadion, Manchester, Anglia          | 7             | Törökország   | 2–1   | 2–1         | Barátságos mérkőzés  |
| 4 | 2016. június 16.   | Stade Bollaert-Delelis, Lens, Franciaország | 9             | Wales         | 1–1   | 2–1         | 2016-os eb           |
| 5 | 2016. november 15. | Wembley Stadion, London, Anglia             | 14            | Spanyolország | 2–0   | 2–2         | Barátságos mérkőzés  |
| 6 | 2017. március 26.  | Wembley Stadion, London, Anglia             | 16            | Litvánia      | 2–0   | 2–0         | 2018-as vb-selejtező |
| 7 | 2018. március 27.  | Wembley Stadion, London, Anglia             | 21            | Olaszország   | 1–0   | 1–1         | Barátságos mérkőzés  |

## Sikerei, díjai

### Klub
- Halifax Town
  - Angol hetedosztály: 2010–11
- Fleetwood Town
  - Angol ötödosztály: 2011–12
- Leicester City
  - Angol másodosztály: 2013–14
  - Angol bajnok: 2015–16

### Egyéni
- National League gólkirálya: 2011–12
- Az év csapatának tagja a Premier League-ban a profi játékosok szavazásán (PFA): 2015–16
- Az év játékosa a Premier League-ben a szakírók szavazásán (FWA): 2015–16
- A Premier League legjobb játékosa: 2015–16[4]

## Önéletírása magyarul
- Jamie Vardy: A semmiből. Az én történetem; közrem. Stuart James, ford. Zentai György; Gabo, Bp., 2017